# برتیاک
برتیاک (انگلیسی: Bretyak) یک شهرک در شهرستان بورزیانسکی باشقیرستان کشور روسیه است.